# John Rastell
John Rastell (ou Rastall), né vers 1475 à Londres, et mort en 1536 est un imprimeur et auteur anglais. Son œuvre la plus connue est The Pastyme of People, the Chronydes of dyvers Realmys and most specially of the Realme of England publiée en 1529, qui traite de l'histoire d'Angleterre depuis les temps les plus anciens jusqu'au règne de Richard III.

## Biographie
Né à Londres, il est indiqué par Anthony Wood qu'il a fait des études en grammaire et philosophie à Oxford. Il exerce ensuite le métier de barrister au sein de Lincoln's Inn. Il crée un commerce dont le travail est porté sur l'imprimerie peu avant 1516. Il publie dans une préface à Liber Assisarum l'information de la sortie du traité Abbreviamentum librorum legum Anglorum de Anthony Fitzherbert, qui est publié en 1516.
En 1530, il écrit une œuvre pour défendre la doctrine catholique romaine du purgatoire, A New Boke of Purgatory, dont John Frith écrit une réponse A Disputacion of Purgatorie, auquel Rastell répond en écrivant Apology against John Fryth. Rastell s'est marié avec Elizabeth, sœur de Thomas More, dont il partage les points de vue sur la politique et la théologie catholique. Thomas More avait commencé la controverse avec John Frith, et Rastell se joignit à lui en s'attaquant à l'écrivain protestant, qui selon John Foxe dans Actes and Monuments, a surclassé ses opposants et converti Rastell au protestantisme.
Éloigné de ses amis catholiques, et pas complètement accepté par les protestants, il écrit dans une lettre à Thomas Cromwell, probablement en 1536, qu'il a passé son temps à supporter la cause du Roi, et à s'opposer au pape, qu'au final il a perdu à la fois son affaire d'imprimerie et son travail de barrister, et qu'il était dans la pauvreté. En 1536, il est emprisonné, et il meurt peut être en prison la même année. Il laisse deux enfants, William Rastell, et John.